# Syndrome commotionnel
 (octobre 2011).
Si vous disposez d'ouvrages ou d'articles de référence ou si vous connaissez des sites web de qualité traitant du thème abordé ici, merci de compléter l'article en donnant les références utiles à sa vérifiabilité et en les liant à la section « Notes et références ».
Le syndrome commotionnel est un traumatisme psychique engendré par la guerre. Il est nommé « shell-shock » par les anglophones.

## Historique
Les premières remarques de l'existence d'un tel syndrome sont apparues pendant la guerre russo-japonaise. Les Russes ont tenté des expériences pour soigner le mal, mais sans trop de résultats. Aussi c'est pendant la Grande Guerre que le phénomène a pris de face les armées des autres pays. Les armées françaises, austro-hongroises, allemandes et britanniques en ont gravement souffert, et les ont caractérisées de différentes manières, le diagnostic de Kriegshysterie étant notamment courant dans l'espace germanophone. À ce moment, les causes étaient inconnues et on disait du côté allemand que le syndrome n'existait que dans les armées mal commandées et que tout était causé par un mauvais leadership. Louis Crocq a écrit un ouvrage qui en parle, Les traumatismes psychiques de la guerre.

## Symptômes
Il est caractérisé par une sorte de confusion mentale qui peut produire des hallucinations cinématographiques, qui rediffusent visuellement et ou auditivement des scènes de batailles particulièrement traumatisantes. Les troubles de l'humeur sont aussi attestés. L'anxiété est terrible et la dépression grave, fréquente. Les pensées suicidaires ne sont pas rares. Des céphalées ont été rapportées. Il peut y avoir des changements temporaires ou permanents dans la personnalité. Chez certains sujets, on peut retrouver une forme d'hypervigilance qui peut être parfois associée aux hallucinations cinématographiques ou à l'anxiété. Des cas ont déjà été rapportés où le soldat en permission était si obnubilé par les hallucinations de batailles, qu'il s'était armé de son fusil et de sa baïonnette pour être prêt à repousser une attaque hallucinatoire ennemie. Les troubles du sommeil sont attestés comme l'insomnie et les cauchemars. L'insomnie est associée avec l'hypervigilance et les cauchemars avec les hallucinations cinématographiques. La fatigue est une résultante des troubles du sommeil. Chez environ 20 à 30 % des sujets, les séquelles psychiques ne s'effacent jamais.